# 洱源虎耳草
洱源虎耳草（学名：Saxifraga peplidifolia），为虎耳草科虎耳草属下的一个种。

## 扩展阅读
維基物種上的相關：洱源虎耳草